# Карантин (фильм, 1983)
«Карантин» — советская кинокомедия о проблемах молодой семьи. Режиссёр — Илья Фрэз.

## Сюжет
Как только пятилетняя Маша выздоровела, ей пришло время идти в детский сад. Наутро Маша идёт с родителями на автобусную остановку, где папа с дочкой садятся в переполненный автобус. Место отцу с ребёнком не уступают, поэтому Машу приходится посадить на колено другому пассажиру с мальчиком. После замечания одной из пассажирок о «неразумии» (неизвестно, с кем контактировал мальчик ранее) папа с Машей выходят на полпути, причём не успев заплатить за проезд из-за переполненности автобуса. 
Когда они приходят в детский сад, оказывается, что там объявили карантин. Папа берёт Машу к себе на работу и оставляет на попечении тёти Кати. Затем появляется Аспидов и отводит Машу в музей к Леночке, строго наказав девочке не трогать экспонаты.
Позже Машу забирает бабушка и приводит к Славику, своему коллеге. Вечером бабушка укладывает Машу спать, что, однако, удаётся не сразу.
На следующее утро папа Маши решил переложить заботы о дочери на свою жену.  Поэтому он встал раньше, быстро оделся и побежал на работу. В автобусе его ждал неприятный сюрприз — все пассажиры смеялись над тем, что на его ногах два разных носка (красный и оранжевый). Маша в этот день находится на работе у своего деда. Ночью мама девочки говорит мужу, чтобы на следующий день с ребёнком сидел он. 
Третий день Машиного карантина начинается с повтора мотива перекладывания заботы о дочери с одного родителя на другого. Но на этот раз уже мама, встав так же, как ранее папа, моментально одевается и убегает на работу.
Маше снится, что её дед, считающий себя писателем, отдаёт своё произведение на суд Льва Толстого. Девочку забирает с собой тётя Полина. В это же время прабабушка Маши провожает своих учеников. Тётя Полина, Маша и её дед пьют чай, после чего появляются прабабушка и прадедушка девочки.
На четвёртое утро папа снова оказывается быстрее, и мама решает оставить Машу со студентом, который подрабатывает дворником. Студент, которому нужно готовиться к зачёту, отправляет Машу подметать двор и поливать. Заигравшись, Маша разбрасывает мусор, поливает развешенное во дворе бельё и чей-то автомобиль.
Затем Маша играет с ровесником Димой: они качаются на качелях, а затем катаются на лифте и звонят в разные квартиры, «как хулиганы». Получив выговор от хозяйки одной из квартир, дети уходят и затем играют на свалке, откуда их забирает та же «пострадавшая» хозяйка, которая приводит ребят к себе домой, а потом они вместе идут в кафе. 
Тем временем студент обнаруживает, что Маша пропала, и, не найдя девочку, падает в ноги Машиной маме. Диму тоже начинают искать, и в итоге мамы пропавших детей обращаются в милицию. Дети оказываются в кафе, и милиционер задерживает приведшую их туда женщину как похитительницу. Новая знакомая Маши и Димы перед уходом говорит детям, чтобы они приходили в цирк, когда её освободят (выясняется, что женщина, с которой дети были в кафе, работает кассиром в цирке). 
На пятый день карантина мама просыпается раньше, и теперь папа вынужден пристраивать дочь. Маша идёт в зоопарк с бабушкой. Бабушка пытается узнать, с какой тётей Маша пила чай, но та отказывается рассказывать, боясь, что её «закроют в холодильнике». Затем Маша уходит от бабушки, пока та пошла звонить по телефону. Во время своего путешествия она встречает женщину с тремя девочками-младенцами, и та соглашается, чтобы девочка «подвезла» их. Маша уходит от бабушки всё дальше и дальше. 
Дима с мамой ищут Машу, но нигде её не находят. Прохожий отводит потерявшуюся в толпе Машу к своему напарнику. Вечером Маша оказывается дома. Она просит родителей, чтобы они почитали ей, но те говорят, что пока заняты и сделают это позже. Затем кадр меняется, и Маша оказывается на попечении портнихи Фёклы, а затем — вахтёра Петровича. Петрович рассказывает Маше сказку и укладывает её спать. Маша засыпает, и ей снится сон.
На шестой день с утра к Маше приезжают дедушки и бабушки, желающие посидеть с любимой внучкой. Но внезапно звонят и сообщают об окончании карантина. Родители быстро собирают и приводят Машу в детский сад, где она встречается с уже знакомым ей, мальчиком Димой. В конце между детьми происходит диалог:
— Где ж ты пропадал?
— Я тебя искал долго-долго...

— У меня было много дел. Почему ты молчишь?

— Думаю. А теперь мы подружились навсегда?

— Ну, конечно, навсегда. Я всё делаю навсегда. Мы ж с тобой давно договорились, горе ты моё луковое.

## В ролях
| Актёр                   | Роль                                                                 |
| ----------------------- | -------------------------------------------------------------------- |
| Айлика Кремер           | Маша                                                                 |
| Евгения Симонова        | мама Маши, сотрудница НИИ                                            |
| Юрий Дуванов            | папа Маши, сотрудник архитектурного бюро                             |
| Светлана Немоляева      | бабушка Маши, машинистка                                             |
| Юрий Богатырёв          | дедушка Маши, писатель                                               |
| Татьяна Пельтцер        | прабабушка Маши, учительница начальных классов для иностранных детей |
| Павел Кадочников        | прадедушка Маши, академик                                            |
| Александр Пашутин       | Славик («Козёл») коллега бабушки                                     |
| Лидия Федосеева-Шукшина | кассирша цирка                                                       |
| Елена Соловей           | Фёкла портниха                                                       |
| Нина Архипова           | тётя Полина слушательница на лекции дедушки                          |
| Любовь Соколова         | тётя Катя вахтёрша в архитектурном бюро                              |
| Владимир Антоник        | Аспидов коллега папы Маши                                            |
| Евгений Карельских      | друг Аспидова                                                        |
| Мария Скворцова         | нянечка в детском саду                                               |
| Зинаида Нарышкина       | «Шапокляк» на лекции дедушки                                         |
| Сергей Плотников        | Лев Толстой из сна Маши                                              |
| Иван Рыжов              | Петрович вахтёр в НИИ                                                |
| Дмитрий Полонский       | студент-дворник                                                      |
| Марина Яковлева         | мама Димы                                                            |
| Антон Грибков           | Дима друг Маши                                                       |

## Создатели фильма
- Режиссёр: Илья Фрэз
- Сценарист: Галина Щербакова
- Оператор: Андрей Кириллов
- Композитор: Алексей Рыбников
- Стихи: Юрий Энтин
- Художник: Ольга Кравченя
- Дирижёр: Юрий Серебряков

## Награды
- Айлика Кремер — приз за лучшее исполнение женской роли на Международном кинофестивале юмора и сатиры в Габрово — 1983;
- «Золотое плато» — приз МКФ детского фильма, проходившего в рамках фестиваля неореалистического кино в Авеллино — 1984.